# 기코나이역
기코나이역(일본어: 木古内駅, きこないえき)은 일본 홋카이도 가미이소군 기코나이정에 있는 홋카이도 여객철도 홋카이도 신칸센과 가이쿄선, 도난 이사리비 철도 도난 이사리비 철도선의 철도역이다.
가이쿄 선 개업 이전에는 마쓰마에선의 접속역이었다.

## 역 구조

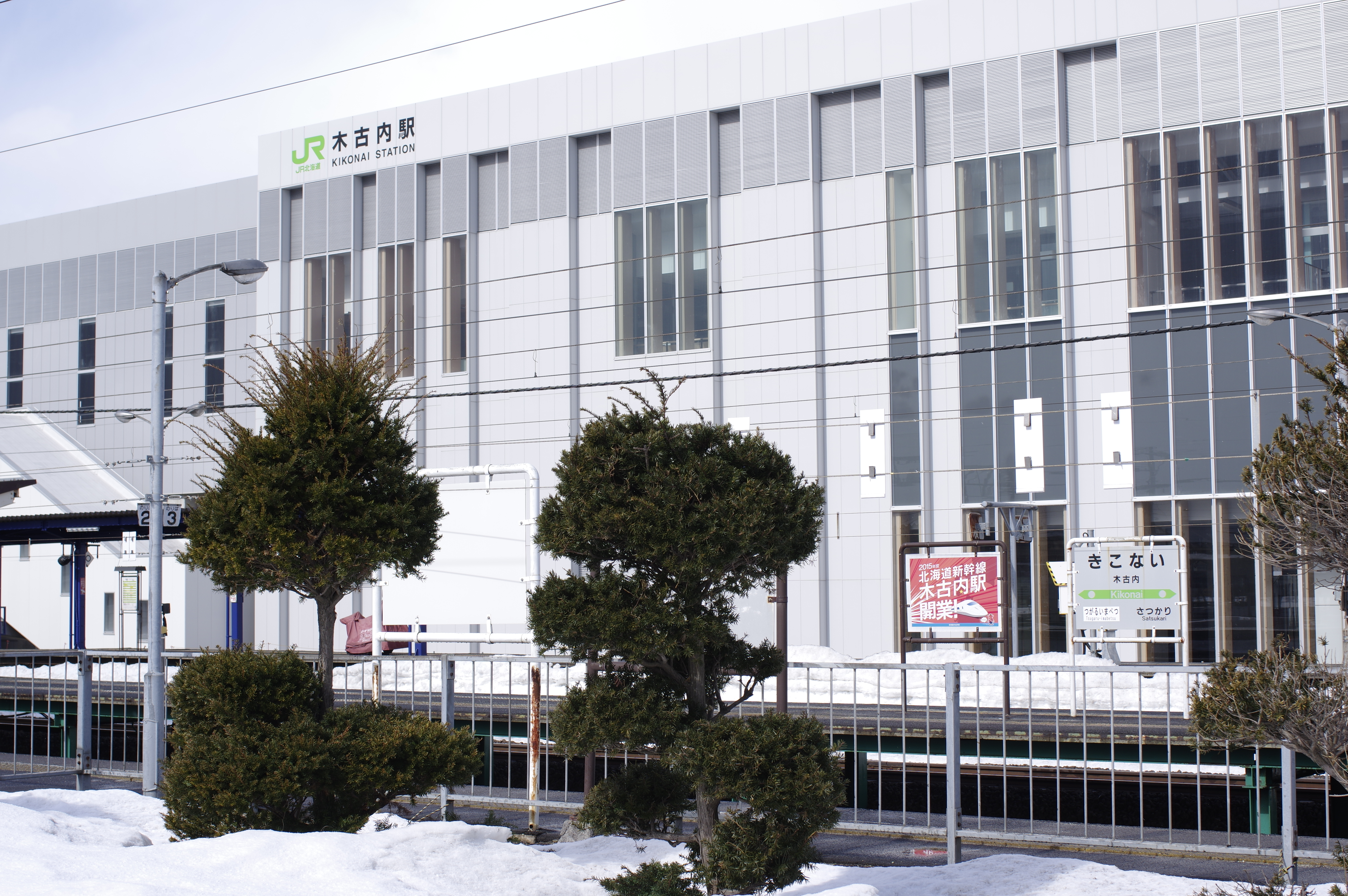
신칸센 역사

### 재래선
3면 5선의 복합식 승강장이 있는 지상역이다. 좁은 부지에 가이쿄선의 승강장을 증설했기 때문에 승강장 폭이 매우 좁다. 사원이 배치된 관리역으로, 창구는 6시부터 20시까지 영업한다. 창구가 닫힌 시간에도 운전 취급을 하는 역무원 등은 역에 상주하고 있다. 역사는 교상화되어 있으며, 자동 개찰기는 없으나 자동 발권기 등은 설치되어 있다.
| 1    | ■ 가이쿄선             | 아오모리 · 신아오모리 방면 (화물)       |
| 2    | ■ 도난 이사리비 철도선 | 하코다테 방면 (화물)                    |
| 3    | ■                      | (대피선)                                |
| 4・5 | ■ 도난 이사리비 철도선 | 가미이소 · 기요카와구치 · 하코다테 방면 |

### 신칸센
| 11 | ■홋카이도 신칸센 | （상행） | 신아오모리・센다이・도쿄 방면 |
| 12 | ■홋카이도 신칸센 | （하행） | 신하코다테호쿠토 방면         |

## 역세권 정보
기코나이정의 중심가이다.
- 기코나이 정사무소
- 기코나이 경찰서
- 기코나이 우체국
- 홋카이도 기코나이 고등학교
- 기코나이 정립 기코나이 초등학교
- 기코나이 정립 기코나이 중학교
- 기코나이 항

## 역사
- 1930년 10월 25일 - 일본국유철도의 일반역으로 개업. 당시 에사시선의 종착역이었다.
- 1935년 2월 10일 - 에사시선이 유노타이역까지 연장됨.
- 1937년 3월 10일 - 하코다테 기관구 기코나이 지구 설치.
- 1937년 10월 12일 - 마쓰마에선 개업.
- 1961년 8월 1일 - 하코다테기 관구 기코나이 지구 폐지.
- 1982년 11월 15일 - 화물 취급 중지.
- 1985년 3월 14일 - 수하물 취급 중지.
- 1987년 3월 16일 - 교상역으로 개축.
- 1987년 4월 1일 - 일본국유철도 분할 민영화로 홋카이도 여객철도가 계승.
- 1988년 2월 1일 - 마쓰마에선 폐선.
- 1988년 3월 13일 - 가이쿄선 개업.
- 2016년 3월 26일 - 홋카이도 신칸센 개업. 에사시선 구간이 도난 이사리비 철도에게 이관됨.

## 인접한 역
| 홋카이도 여객철도 홋카이도 신칸센       | 홋카이도 여객철도 홋카이도 신칸센 | 홋카이도 여객철도 홋카이도 신칸센 |
| --------------------------------------- | --------------------------------- | --------------------------------- |
| 오쿠쓰가루이마베쓰 신아오모리 방면      | 홋카이도 신칸센                   | 신하코다테호쿠토 방면             |
| 도난 이사리비 철도 도난 이사리비 철도선 |                                   |                                   |
| 시·종착역                               | ■ 도난 이사리비 철도선            | sh02 사쓰카리 하코다테 방면       |